# Lubriano
Lubriano es una localidad y comune italiana de la provincia de Viterbo, región de Lacio, con 956 habitantes.

## Evolución demográfica
| Gráfica de evolución demográfica de Lubriano entre 1861 y 2001 |
|                                                                |
| Fuente ISTAT - elaboración gráfica de Wikipedia                |